# Samuel Garman
Samuel Walton Garman  (Indiana megye, Pennsylvania, 1843. június 5. – Plymouth, Massachusetts, 1927. szeptember 30.) amerikai természettudós, zoológus, herpetológus és ichthiológus. Zoológiai szakmunkákban nevének rövidítése: „Garman”.

## Életútja
Samuel Garman 1843 június 5-én született Pennsylvaniában Indiana megyében. Már fiatalon elhagyta szülőhelyét és a Union Pacific Railroad építésénél dolgozott. Itt a vasútépítést ellenző indiánokkal még harcba is keveredett. 1868-ban csatlakozott a John Wesley Powell által vezetett vadnyugati kutató expedícióhoz.
Az Illinois Egyetemen szerzett diplomát 1872-ben. Jó barátja lett a neves természettudós Edward Drinker Cope-nak, akinek az elért eredményeiről rendszeresen tudósított. 1872-ben elkísérte őt Wyomingba, ahol ősleleteket kutattak. 
Ezután nagy megtiszteltetés érte, hiszen San Franciscóban találkozott Louis Agassiz-val, aki felkérte, hogy tanítványaként csatlakozzon a Magellán-szoros környékét feltáró expedícióhoz.
1873-ban a Harvard Múzeum összehasonlító állattani osztályán az  ichthiológiai és herpetológiai részleg igazgatója lett. 1874-től további expedíciókban vett részt, melyek során Louis Agassiz fiával Alexanderrel felkutatták a Titicaca-tó és a Karib-térség több területét is.
Ekkoriban zajlott barátja Cope és Othniel Charles Marsh között az úgynevezett csontháború. Emiatt bezárkózott a kutatóműhelyébe, ahol remeteként dolgozott, hogy még közvetlen munkatársai se láthassák eredményeit. Mindezek ellenére a természettudományi munkássága jelentősnek tekinthető a halak azon belül a cápák besorolása területén, de foglalkozott hüllőkkel és kétéltűekkel is. Samuel öccse, Harrison Garman (1800-1897) is részt vett a hüllők kutatásában.

## Állatokról készített vázlatai

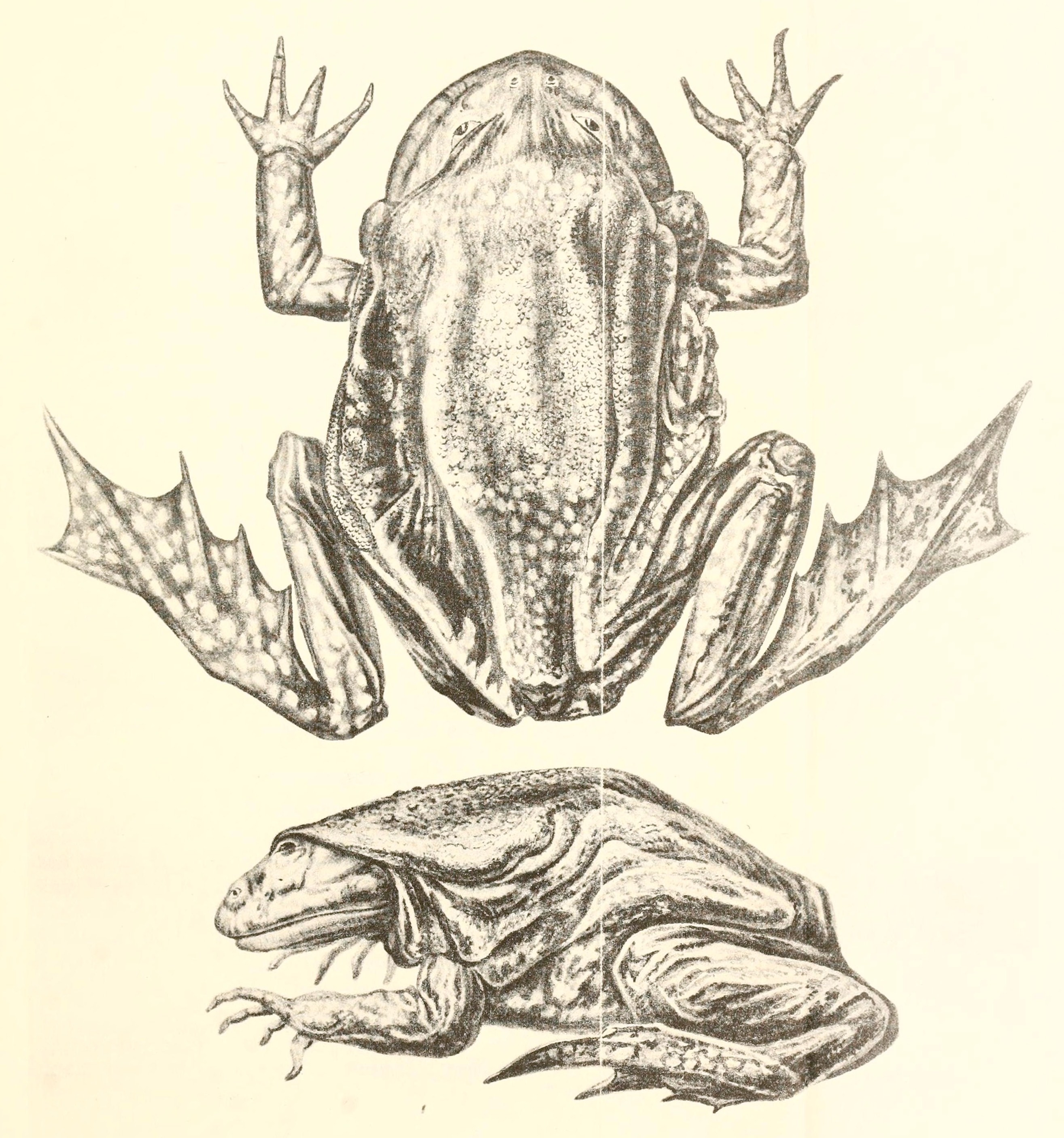
A Telmatobius culeus-ról, melyet a Titicaca-tó kutatásakor figyelt meg (1876).
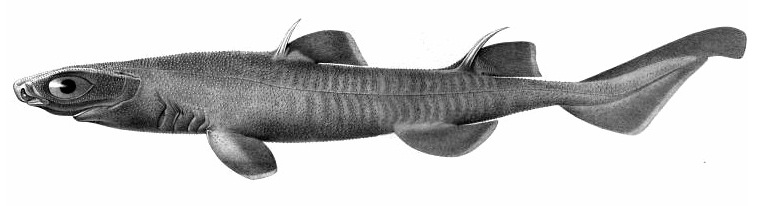
A Centroscyllium nigrum-ról készített rajza (1899).
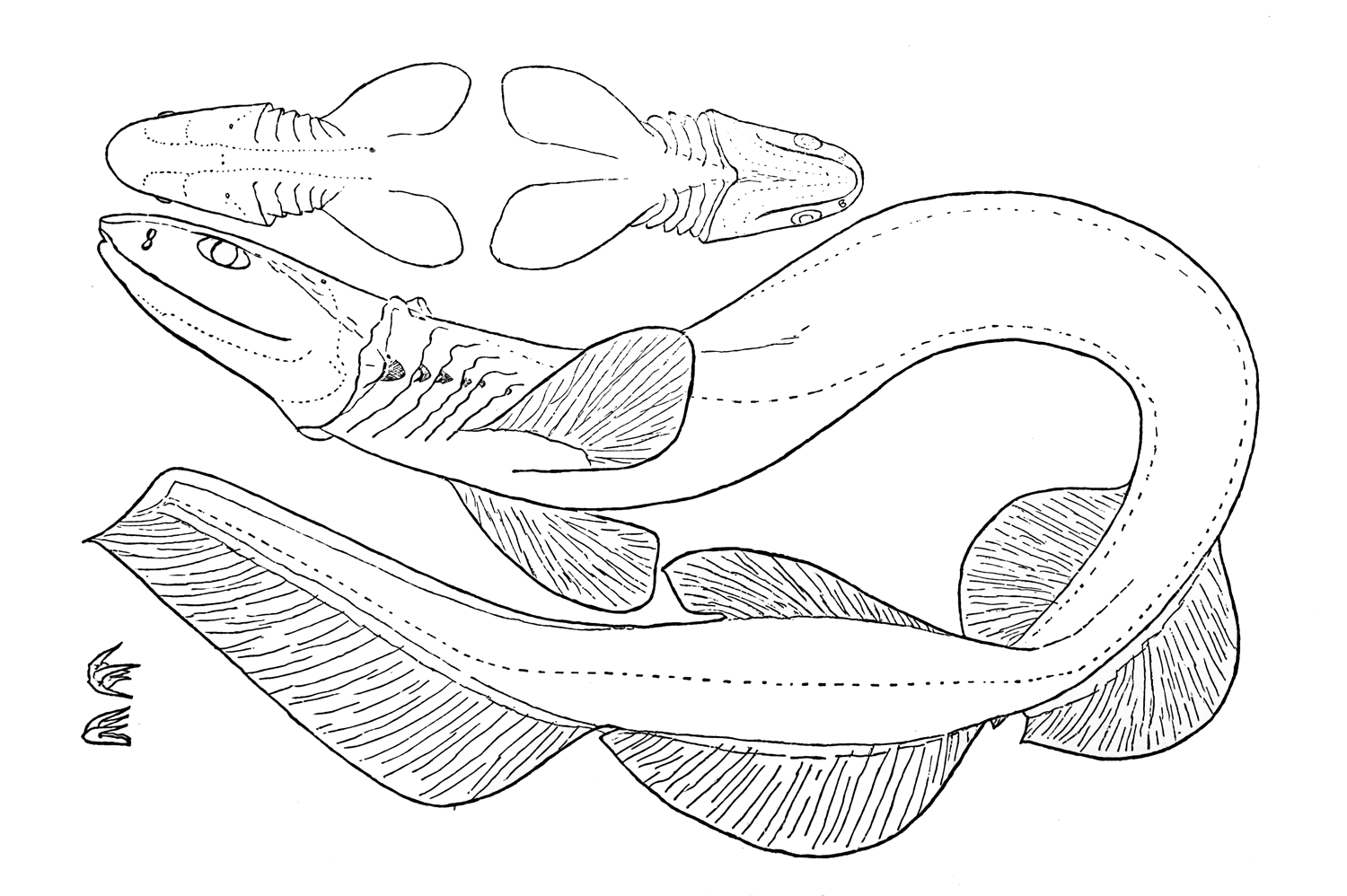
A galléroscápáról (Chlamydoselachus anguineus) készített vázlata (1884).

## Angol nyelvű publikációi
- Samuel Garman, 1875. Exploration of Lake Titicaca. Núm. 1. Fishes and reptiles. Bull. Mus. Comparative Zool. 3(11):273-278.
- Samuel Garman, 1881. Reports on the results of dredging under the supervision of Alexander Agassiz along the Atlantic cost of the United States, during the summer of 1880, by the U.S. Coast Survey Steamer "Blake," Commander J. R. Bartlett, U.S.N. commanding Part XII. Report on the selachians. Bull. Mus. Comparative Zool. 8(11):231-237.
- Samuel Garman, 1884?: On the Use of Polynomials as Names in Zoology.
- Samuel Garman, 1884: The North American reptiles and batrachians.
- Samuel Garman, 1885: Notes and descriptions taken from selachians in the U.S. National Museum.
- Samuel Garman, 1885: The generic name of the Pastinacas, or "string-rays".
- Samuel Garman, 1887?: On West Indian Iguanidae and on West Indian Scincidae, in the collection of the Museum of Comparative Zoology at Cambrigde, Mass., U.S.A.
- Samuel Garman, 1887?: Reptiles and batrachians from Texas and Mexico.
- Samuel Garman, 1888: The rattle of the rattlesnake.
- Samuel Garman, 1889: On the Evolution of the Rattlesnake.
- Samuel Garman, 1892. The Discoboli. Cyclopteridae, Liparopsidae, and Liparidae. Mem. Mus. Comparative Zool. 14(2): 1-96.
- Samuel Garman, 1899. The fishes. Reports on an exploration off the west coast of Mexico, Central America, South America, and off the Galapagos Islands, in charge of Alexander Agassiz, by the U.S. Fish Commission steamer "Albatross," during 1891, Lieut. Commander Z. L. Tanner, U.S.N. commanding. Pt. 26. Mem. Mus. Comparative Zool. 24:1-421.
- Samuel Garman, 18??: Synopsis and description of the American Rhinobatidae.
- Samuel Garman, 1904. The chimeroids (Chismopnea Raf. 1815: Holocephala Mull., 1834), especially Rhinochimera and its allies. Bull. Mus. Comparative Zool. 41:243-272.
- Samuel Garman, 1913. The Plagiostomia. Mem. Mus. Comparative Zool. 36:1-515.[1][2]

## Fordítás
- Ez a szócikk részben vagy egészben  a   Samuel Garman című angol Wikipédia-szócikk ezen változatának fordításán alapul.  Az eredeti cikk szerkesztőit annak laptörténete sorolja fel. Ez a jelzés csupán a megfogalmazás eredetét és a szerzői jogokat jelzi, nem szolgál a cikkben szereplő információk forrásmegjelöléseként.
- Ez a szócikk részben vagy egészben  a   Samuel Garman című francia Wikipédia-szócikk ezen változatának fordításán alapul.  Az eredeti cikk szerkesztőit annak laptörténete sorolja fel. Ez a jelzés csupán a megfogalmazás eredetét és a szerzői jogokat jelzi, nem szolgál a cikkben szereplő információk forrásmegjelöléseként.